# Roca del Patriarca
La Roca del Patriarca es una de las rocas de las festividades del Corpus Christi de la ciudad de Valencia.

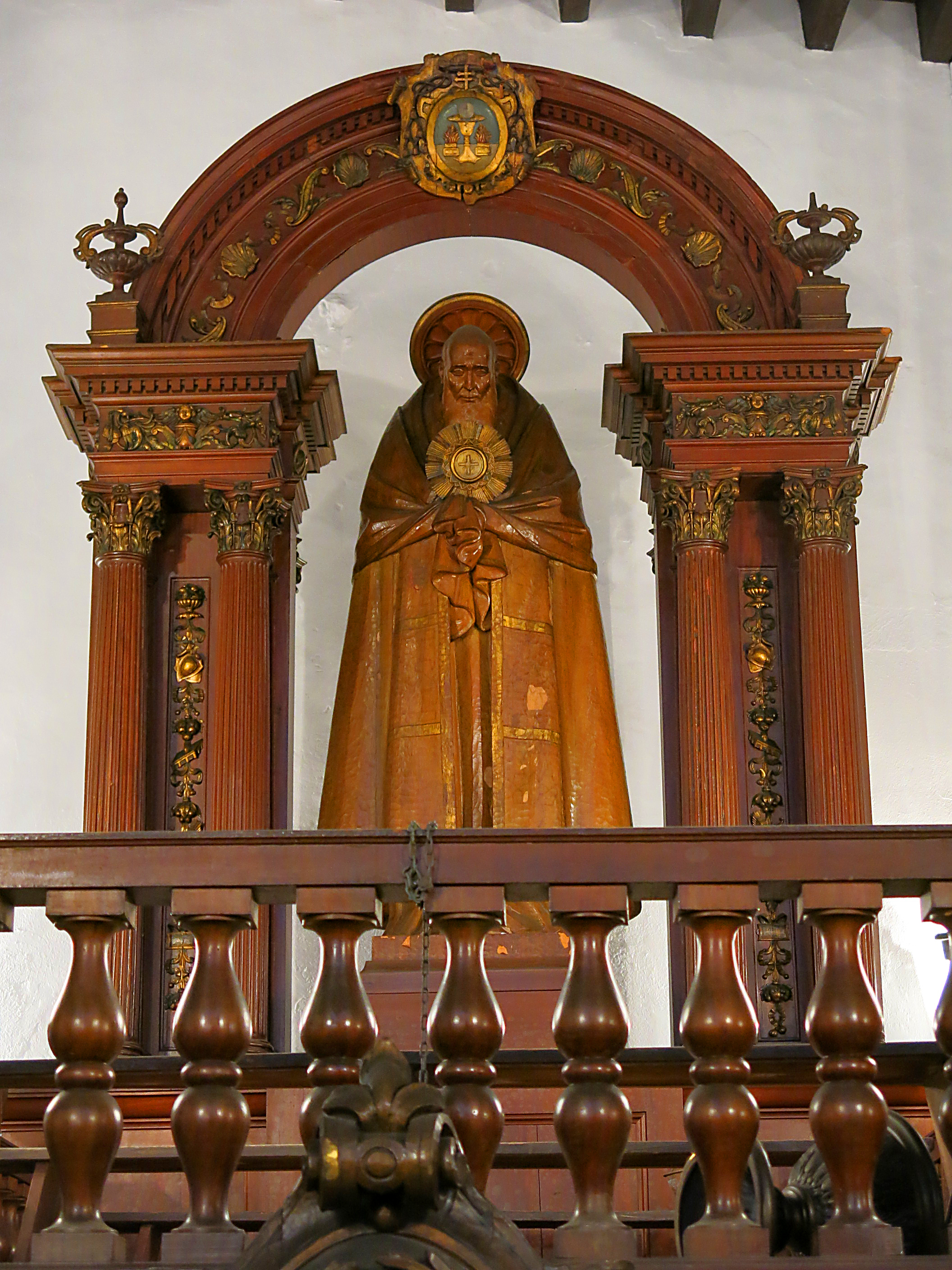
Estatua del Patriarca con el viril en las manos

## Descripción
El cuerpo principal de la roca, situado en la parte trasera como es habitual, está constituido por un templete renacentista. La figura del santo se sitúa delante del templete y lleva un viril en sus manos.
En uno de los lados un relieve representa la procesión del Corpus por dentro del Colegio del Patriarca en el jueves de la octava. En el otro lado, otro relieve muestra la escena de la canonización de Juan de Ribera por Juan XXIII. Sobre la balaustrada que bordea el carruaje se encuentran seis pebeteros de bronce.
La roca va rodeada de los escudos de toda una serie de lugares, instituciones y personas vinculadas con Juan de Ribera: Sevilla, Badajoz, Burjasot, Salamanca, Sabadell, Bocairente, Puzol, Torrente, Alfara del Patriarca, Juan XXIII, el arzobispo Olaechea y la Organización Sindical.
En la parte posterior, un libro abierto muestra la inscripción (en castellano): «Constituciones de la Capilla del Colegio y Seminario del Corpus Christi». Sobre el libro hay una reproducción del Dragón del Patriarca.

## Historia

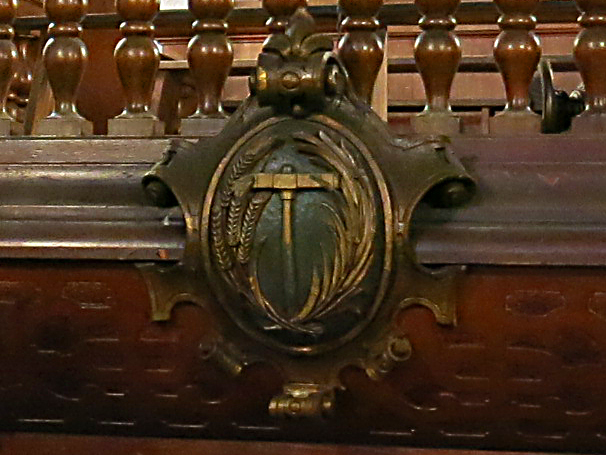
Escudo de la Organización Sindical en la Roca del Patriarca

A Juan de Ribera ya se le había representado en rocas con motivo de su beatificación en 1796. En la fiesta, que se celebró en agosto de 1797, participaron rocas gremiales, muchas con figuras del Patriarca. Además se construyó una colosal estatua en cartón del mismo, similar al Coloso de Rodas. Esta estatua fue después desmontada.
La nueva roca se construyó en 1961 con motivo de la canonización de San Juan de Ribera, arzobispo y virrey.
La construcción de esa roca contó con un apoyo institucional considerable. Los sindicatos del régimen, representados por la Delegación Provincial de Sindicatos, movilizaron las aportaciones de las cofradías, hermandades, gremios y sindicatos sectoriales, especialmente el Sindicato Provincial de la Madera y el Corcho. Este soporte hizo posible la adquisición de una cantidad considerable de caoba de Brasil, así como la participación de numerosos artesanos y artistas. El escultor José Justo se encargó de la dirección de los trabajos.